# Capsanthin
Capsanthin ist ein rotes Pigment, das zu den Xanthophyllen (sauerstoffhaltigen Carotinoiden) zählt. Die Substanz
ist als E 160c in der EU als Lebensmittelfarbstoff zugelassen.

## Vorkommen

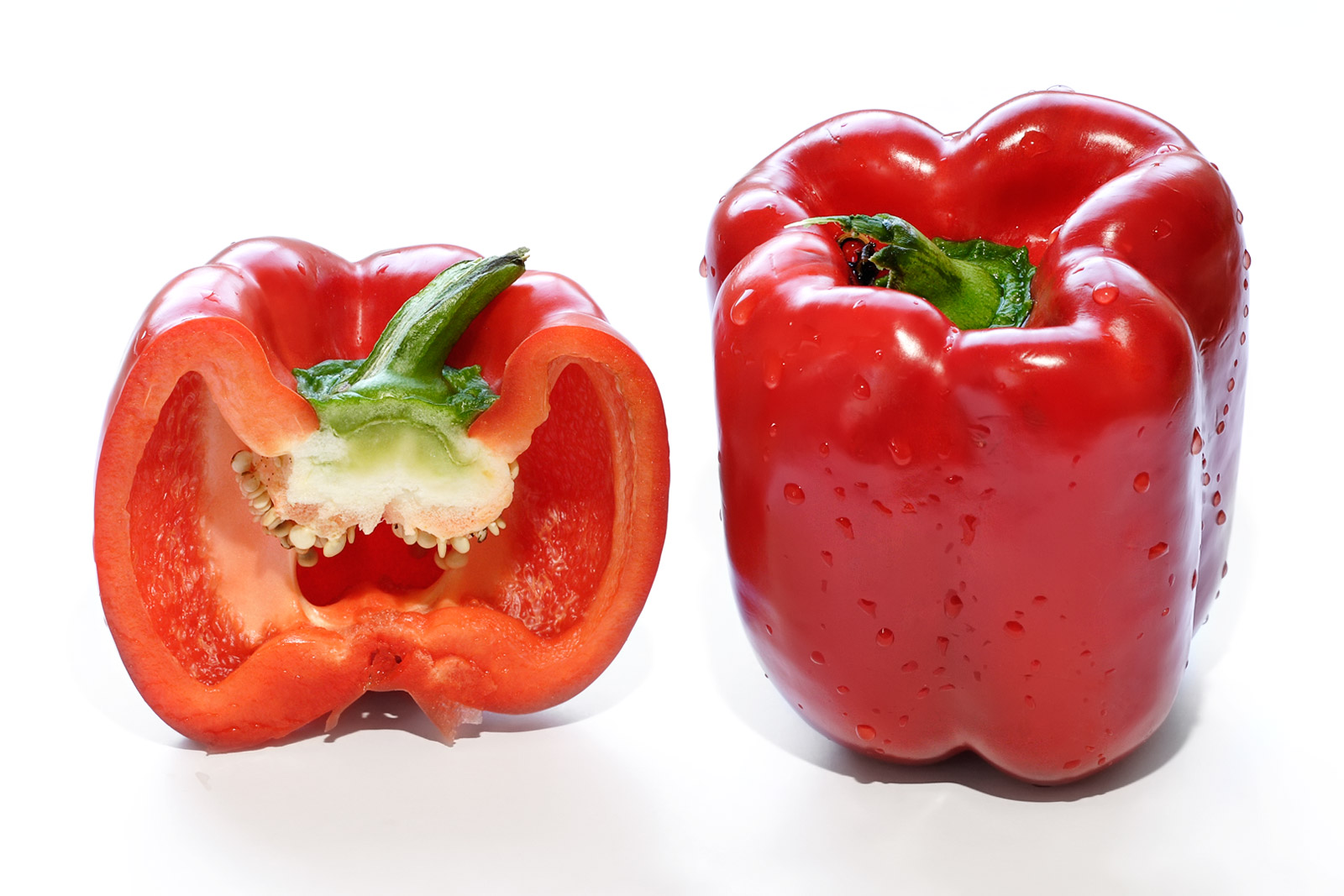
Paprika

Capsanthin ist das Haupt-Carotinoid roter Paprikafrüchte, wie der Gemüsepaprika (Capsicum annuum). Aus ihr wird Capsanthin zusammen mit Capsorubin und einer Reihe von Apocarotinoiden isoliert.

## Biosynthese
In Paprikapflanzen wird Capsanthin durch enzymatische Pinakol-Umlagerung von Antheraxanthin synthetisiert.

## Verwendung
Als Paprika-Extrakt werden Capsanthin und Capsorubin in öl- und wasserlöslichen Handelspräparaten zur Färbung von Fleisch- und Fischkonserven, Süßwaren (Marzipan), Mayonnaisen, Würsten sowie von Kosmetika eingesetzt. Auch als Futtermittelzusatzstoff für Eidotter- und Hautpigmentierung von Mastgeflügel finden die beiden Farbstoffe Verwendung.